# Girl Don't Take Your Love From Me
Girl Don't Take your Love From me es una canción del cantante Michael Jackson, incluida en su álbum debut como solista Got to Be There de 1972. Grabada entre julio y noviembre de 1971, es un tema escrito por Willie Hutch.
- Datos: Q5880324